# آندریاس زیمرمن
آندریاس زیمرمن (انگلیسی: Andreas Zimmermann؛ زادهٔ ۲۸ دسامبر ۱۹۶۹) بازیکن فوتبال اهل آلمان است.
از باشگاه‌هایی که در آن بازی کرده‌است می‌توان به باشگاه فوتبال پادربورن، باشگاه فوتبال هرتابرلین، باشگاه فوتبال روت‌وایس اسن، باشگاه فوتبال یونیون برلین، و باشگاه فوتبال روت وایس اهلن اشاره کرد.